# 野中楠吉
野中 楠吉（のなか くすきち、明治2年6月29日（1869年8月6日） - 1949年7月11日）は日本の新聞人、自由民権運動家。

## 履歴
明治2年6月29日（1869年8月6日）高知城下北新町士族野中茂穂の次男に生まれた。1878年（明治11年）獄洋社に入社して民主教育を受け自由民権運動に奔走。
1897年（明治30年）土陽新聞に入社以後新聞人として行動した。1904年（明治37年）社内の郡部派と中央派との抗争が激化、楠吉は中央派に属していた岡本方俊らと退社。
同年9月1日高知新聞を発行した。創刊時代の経営困難を克服してしだいに社運をかため施設を拡張し1927年（昭和2年）6月社長に推された。1933年（昭和8年）5月創刊1万号を記念して社内に航空部を設け地方第一流新聞として名声を確立した。1941年（昭和16年）10月競争相手の土陽新聞を吸収合併。1945年（昭和20年）7月終戦を受け11月敗戦の責を追うて辞職。翌年1月追放令に触れたが再建発展は約束されていた。1949年（昭和24年）7月11日城見町の自宅で病死、80歳。

## 参考資料
- 『高知県人名事典』高知市民図書館、1970年。